# Enzo Trulli

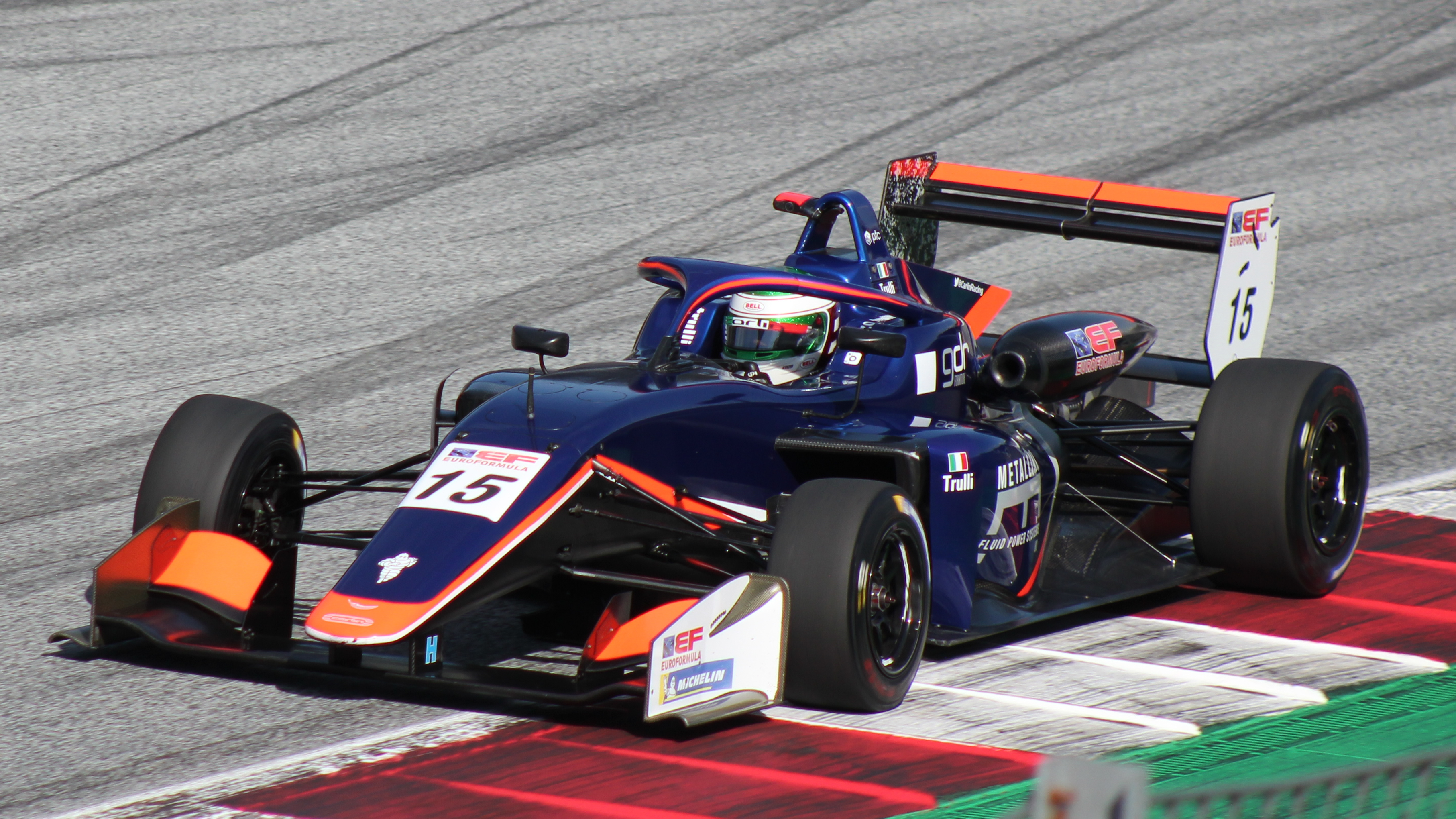
Enzo Trulli op de Red Bull Ring in 2021

Enzo Trulli (Pescara, 15 april 2005) is een Italiaanse autocoureur. In 2021 won hij het Verenigde Arabische Emiraten Formule 4-kampioenschap. Hij is de zoon van voormalig Formule 1-coureur Jarno Trulli.

## Carrière
Trulli begon zijn autosportcarrière in het karting in 2017 met deelnames aan onder meer de Trofeo Andrea Margutti, de WSK Super Master Series en het Italiaans kampioenschap. In 2018 won hij de OK Junior-klasse van de Trofeo Andrea Margutti en nam hij deel aan zowel het Europees als het wereldkampioenschap karten. In de daaropvolgende twee jaren nam hij opnieuw deel aan de laatste twee kampioenschappen, alhoewel hij in 2020 deelnam aan de OK-klasse.
In 2021 maakte Trulli de overstap naar het formuleracing, waarin hij zijn Formule 4-debuut maakte in het Verenigde Arabische Emiraten Formule 4-kampioenschap bij het team Cram Durango. Hij won vier races, twee op zowel het Dubai Autodrome en het Yas Marina Circuit, en stond in negen andere races op het podium. Met 319 punten werd hij kampioen in de klasse. Hij had hiermee een punt voorsprong op Dilano van 't Hoff, die hij in de laatste race inhaalde in de eindstand. Vervolgens zou hij zijn debuut maken in het Spaanse Formule 4-kampioenschap voor Drivex, maar enkele dagen voor de start van het seizoen besloot hij om te debuteren in de Euroformula Open bij hetzelfde team. Na drie raceweekenden, waarin hij een podiumfinish behaalde op het Autódromo Internacional do Algarve, verliet hij dit team om het seizoen af te maken bij Carlin Motorsport. Hier behaalde hij nog drie podiumplaatsen, een op het Autodromo Nazionale Monza en twee op het Circuit de Barcelona-Catalunya, en hij werd met 144 punten zevende in het kampioenschap.
In 2022 debuteerde Trulli in het FIA Formule 3-kampioenschap, waarin hij zijn samenwerking met Carlin voortzette. Hij kende een moeilijk seizoen, waarin twee zeventiende plaatsen zijn beste resultaten waren. Hij eindigde puntloos op plaats 34 in het klassement.